# Vavrišovo
Vavrišovo és un poble i municipi d'Eslovàquia que es troba a la regió de Žilina, al centre-nord del país.

## Història
La primera menció escrita de la vila es remunta al 1286.

## Demografia
| Godina             | 1994 | 2004    | 2014    | 2024   |
| ------------------ | ---- | ------- | ------- | ------ |
| Nombre de persones | 515  | 598     | 672     | 689    |
| Diferència         |      | +16,11% | +12,37% | +2,52% |

| Godina             | 2023 | 2024   |
| ------------------ | ---- | ------ |
| Nombre de persones | 688  | 689    |
| Diferència         |      | +0,14% |